# Alexander Stepanowitsch Lawinski

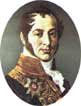
Alexander Stepanowitsch Lawinski

Alexander Stepanowitsch Lawinski (russisch Александр Степанович Лавинский; * 12. Apriljul. / 23. April 1776greg.; † 2. Augustjul. / 14. August 1844greg.  in St. Petersburg) war ein russischer Politiker.

## Leben
Lawinski war der uneheliche Sohn des Hofmarschalls (3. Rangklasse) Stepan Sergejewitsch Lanskoi (1760–1813) und Anastassija Nikolajewna Neledinska-Melezkas, geborene Gräfin Golowina (1754–1803), und erhielt bald nach seiner Geburt den erblichen Adel. Sein Armeedienst begann im Januar 1778 als Sergeant der Garde. Im Russisch-Schwedischen Krieg (1788–1790) befand er sich bei Generalmajor Ioassaf Ijewlewitsch Arbenew. Im Januar 1791 wurde er als Kapitan zur Armee versetzt und diente in der Republik Moldau. 1793–1796 nahm er während der Polnischen Kampagne an der Einnahme von Wilna, der Verfolgung des von Stephan Grabowski geführten polnischen Korps und dessen Vernichtung teil. Lawinski wurde im Juli 1795 zum Major befördert und im Dezember 1797 aus der Armee entlassen.
Im Mai 1798 wurde Lawinski Kontrolleur der 1797 gegründeten staatlichen Hilfsbank für den Adel, deren Direktor er im Juli 1799 wurde. Im April 1800 wurde er Berater der Hauptpostverwaltung. Im Dezember 1801 folgte die Ernennung zum Staatsrat (5. Rangklasse) und im Januar 1804 die zum Wirklichen Staatsrat (4. Rangklasse). Im Februar 1804 wurde er Postmeister des Gouvernements Wilna. Von 1811 bis zum französischen Russlandfeldzug 1812 war Lawinski Generalgouverneur des Gouvernements Wilna.
Im Juli 1816 wurde Lawinski Zivilgouverneur des Gouvernements Taurien als Nachfolger Andrei Michailowitsch Borosdins. Im Dezember 1819 wurde er zum Geheimen Rat (3. Rangklasse) und Direktor des Departements für den Staatsbesitz des Finanzministeriums ernannt. Sein Nachfolger im Gouvernement Taurien war Alexander Nikolajewitsch Baranow.
Im März 1822 wurde Lawinski Generalgouverneur Ostsibiriens in Irkutsk mit dem neu gebildeten Gouvernement Jenisseisk. Nach dem Dekabristen-Aufstand im Dezember 1825 in St. Petersburg wurde Lawinski dort in das Sonderkomitee für die Ausarbeitung der Regeln und Dokumente für die gefangenen Dekabristen in der Katorga und der Verbannung berufen. Während Lawinskis Revision des Bergbau-Bezirks Nertschinsk schickte ihm Ende September 1827 das Departement für Bergbau- und Salinenangelegenheiten in St. Petersburg den Bergbauingenieur Stepan Petrowitsch Tatarinow zu seiner persönlichen Verfügung. Lawinski inspizierte mit Tatarinow die Bergwerke in Transbaikalien und legte die Grenzen des jeweiligen Werksbesitzes fest. Lawinski baute eine Verwaltung für die Berg- und Hüttenwerke des Bergbau-Bezirks Nertschinsk auf, die ihm durch Ukas Nikolaus I. von 1830 direkt unterstellt wurden. Er förderte den verbannten Dekabristen Alexander Nikolajewitsch Murawjow und erreichte seine Ernennung zum Polizeichef von Irkutsk und dann zum Vorsitzenden der Irkutsker Gouvernementsgeschäftsführung.
1833 gab Lawinski das Generalgouverneursamt in Irkutsk auf und wurde im Dezember 1833 Senator in St. Petersburg. Im Dezember 1835 folgte die Ernennung zum Wirklichen Geheimen Rat (2. Rangklasse). Sein Nachfolger in Irkutsk war Nikolai Semjonowitsch Sulima.
Lawinski war seit 1822 Ehrenmitglied der Moskauer Gesellschaft für Landwirtschaft. Er wurde 1837 Ehrenkurator im Kuratorium des St. Petersburger Waisenhauses, dessen Vorsitz er 1841 übernahm. 1838 wurde er Mitglied der Räte der Gesellschaft für Erziehung adliger Mädchen und der St. Petersburger Katharina-Schule. 1839 wurde er Vorsitzender und Geschäftsführer der Sicherheitskasse für Kredite an Grundherren beim St. Petersburger Waisenhaus.
Lawinski war verheiratet mit Anna Andrejewna Sakrewskaja (1775–1841), Tochter des Direktors der Akademie der Wissenschaften Andrei Ossipowitsch Sakrewski (1742–1804) und der Fürstin Marija Iwanowna Opojewskaja († 1784). Lawinskis Sohn Sergei (* 1798) hatte als Taufpaten Graf Pawel Sergejewitsch Potjomkin und dessen Mutter P. A. Potjomkina. Der Politiker Sergei Stepanowitsch Lanskoi war Lawinskis jüngerer Halbbruder.
Lawinski wurde auf dem Lazarus-Friedhof in St. Petersburg begraben.

## Ehrungen
- Orden der Heiligen Anna II. Klasse mit Diamanten (1810), I. Klasse[2]
- Orden des Heiligen Wladimir II. Klasse (1820), I. Klasse (1834)[1]
- Alexander-Newski-Orden (1829), mit Diamanten (1840)[1]